# Café-charbon
Pour les articles homonymes, voir Bougnat (homonymie).
Les cafés-charbons sont des établissements ayant existé au XIXe siècle à Paris, où l'on vendait du café, du vin et du charbon. Tenus la plupart du temps par des Auvergnats, surnommés bougnats, ces lieux étaient également appelés bougnats par métonymie.
Ces établissements étaient principalement concentrés dans le 11e arrondissement de Paris et, notamment, dans la rue de Lappe.